# Florentino Calvo
Pour les articles homonymes, voir Calvo.
Répertoire
- Mandoline
- Musique symphonique
- Musique contemporaine
- Opéra

Florentino Calvo est un mandoliniste et chef d'orchestre français, né le 21 février 1967 à Argenteuil. Concertiste soliste et en musique de chambre (avec le TrioPolycordes et l’ensemble Spirituoso) notamment, il dirige également l’ensemble MG21 et L'Estudiantina d'Argenteuil. En 2018, il crée l’association Les Pincées Musicales, afin de promouvoir la mandoline, les instruments à cordes pincées,  les orchestres à plectre et la création auprès des conservatoires, des institutions et des salles de spectacle.

## Biographie
Florentino Calvo a effectué ses études musicales au Conservatoire d’Argenteuil, haut lieu de l'enseignement de la mandoline en France. Il y obtient un Premier Prix de mandoline  dans la classe de son professeur Mario Monti. Dans ce même établissement, il suit le cours de guitare du maître Alberto Ponce et la classe d’Analyse et d’Harmonie de Gérard Castanié.  Il se perfectionne également auprès du mandoliniste Ugo Orlandi lors de Master class. Il collabore pendant 25 ans avec la Confédération musicale de France.

Membre cofondateur du TrioPolycordes il se consacre au répertoire contemporain et est dédicataire d’œuvres de très nombreux compositeurs parmi lesquels on peut citer : Klaus Huber, Alexandros Markéas, Alain Louvier, Philippe Schoeller, Régis Campo, Frédérick Martin, Ivane Béatrice Bellocq, François Rossé,  Christian Lauba, Zad Moultaka,  Luis Naón, Michèle Reverdy, Bruno Giner, Claude Barthélemy, Félix Ibarrondo, Joanna Bruzdowicz Tittel, Sylvain Kassap, Fabien Cali, Fabien Touchard, Yassen Vodenitcharov, Gualtiero Dazzi (voir liste ci dessous).
Avec l’ensemble Spirituoso, il interprète le répertoire original pour mandoline et basse continue du XVIIIe siècle sur copies d’instruments d’époque.
Avec Aline Zylberajch, il forme le  duo « A piacere » qui fait redécouvrir le répertoire original existant pour mandoline et pianoforte (Beethoven, Hummel, Neuling, Bortolazzi) sur copies d’instruments d’époque.
Avec le pianiste Michel Maurer, il interprète le répertoire original pour mandoline et piano du XXe siècle à nos jours.
Avec le guitariste Jean-Marc Zvellenreuther, il forme depuis 1990 le duo « Résonance 14 » dont le répertoire mêle œuvres originales, créations et transcriptions.
Son intérêt pour les cordes pincées l’a conduit à pratiquer, au gré des rencontres avec différents musiciens et compositeurs, d’autres instruments tels que la mandole, le mandoloncelle, le bouzouki et le oud.
Il se produit régulièrement :
- au sein de l’Orchestre du Théâtre National de l’Opéra de Paris (depuis 1988), de l’Ensemble intercontemporain (depuis 1998) ainsi qu’avec des ensembles tels que  l’Orchestre national de France, l’Orchestre philharmonique de Radio France, l’Orchestre de Paris, les ensembles : Ars nova, l’Itinéraire, TM+, 2E2M, Contrechamp, Collegium Novum, London Symphony Orchestra, Boulez Ensemble, Les Musiciens du Louvre, Ensemble C Barré, Orchestre de Picardie, Orchestre national de Lille, Orchestre National de Monptellier, Orchestre national Bordeaux Aquitaine, Orchestre de l’Opéra de Rouen Normandie, Orchestre de chambre de Paris, Les Siècles, La Chambre Philharmonique, l'ensemble Multilatérale, l'ensemble Maja, le quatuor Debussy, etc.

- sous la direction de chefs d'orchestre tels que Pierre Boulez, Jonathan Nott, Matthias Pintscher, George Benjamin, Susanna Mälkki, Michel Tabachnik, Péter Eötvös, David Robertson, Sir Georg Solti, Jeffrey Tate, Eliahu Inbal, François-Xavier Roth, Marc Minkowski, Philippe Nahon, Mark Foster, Pierre Roullier, Laurent Cuniot, Peter Rundel, Zubin Mehta, Chung Myung-whun, Laurent Petitgirard, , Michel Plasson, Sylvain Cambreling, Alain Altinoglu, Jean-Claude Casadesus, Emmanuel Krivine, Daniele Gatti, Kirill Petrenko, James Conlon, Marc Dutoit, Ievgueni Svetlanov, Esa-Pekka Salonen, Velo Pahn, Arie van Beek, Friedemann Layer, Emile Pomorenko, Philippe Jordan, Valery Gergiev, Alexandre Desplat, Pinchas Steinberg , Daniel Oren, Patrick Lange, Marius Stieghorst, Alexander Polianichko, Douglas Boyd, Marc Desmon, Julien Vanhoutte, Sylvain Cambreling, Jean Deroyer, Sebastien Boin, Bruno Mantovani, Leo Margue, Michel Pozmanter, Léo Warynski, Bertrand de Billy, James Gaffigan, Maxime Pascal, Catherine Simonpietri, Antonello Manacorda (en), Giancarlo Rizzi, etc.

Il accompagne des chanteurs tels que Ruggero Raimondi, Bryn Terfel, Roberto Alagna, Ludovic Tézier, Florian Sempey, Vincent Bouchot, Barbara Hanningan, Bo Skovhus, Artur Ruciński (en), Étienne Dupuis, Peter Mattei, Ferruccio Furlanetto, Michele Pertusi, Dwayne Croft, Gerald Finley, Erwin Schrott, Jonahatan Macgovern (en), Rodney Gilfry, Mareike Schellenberger, Paula Lizana, Jean Sébastien Bou, Yannis François, Catherine Manandaza, Georges Wanis, Jean Christophe Grégoire, Melisande Froidure, Delphine Bibault, Christian Van Horne, Riccardo Fassi, Alexandre Duhamel, Kyle Ketelsen (en).
Chef d’orchestre, il  dirige :
- depuis 1991, l’orchestre à plectre l’Estudiantina d’Argenteuil ;
- depuis 2009, l’Ensemble MG21 (unique ensemble à plectre professionnel en France) dont l’objectif est de promouvoir le répertoire original existant, avec un intérêt particulier pour les œuvres « contemporaines »[8] et la création[9].

Son goût des rencontres et son éclectisme l’ont conduit à travailler pour le cinéma (notamment avec Alexandre Desplat avec qui il collabore régulièrement)) ou le théâtre : on peut citer par exemple sa participation à la création et aux multiples tournées de Momo de Pascal Dusapin, mis en scène par André Wilms, ainsi qu’au spectacle Rêves d’amour avec les comédiens André Salzet et Laurent Carouana de la compagnie théâtre Carpe Diem sur des textes de Guy de Maupassant mis en scène par Gilbert Epron.
Il se produit lors de nombreuses émissions pour la télévision et la radio (Jacques Chancel, Jacques Martin, Michel Drucker, Jean-François Zygel, concert du 14 juillet).
Il est professeur titulaire de la classe de mandoline au CRD d’Argenteuil depuis 1988 et professeur de mandoline au pôle supérieur d’enseignement artistique Paris/Boulogne Billancourt depuis 2008 ainsi qu'au CRD Edgar Varèse de Gennevilliers depuis 2019.
Il a enseigné pendant 10 ans la mandoline au CRC de Persan et pendant 17 ans la mandoline et la guitare à l'École Municipale des Arts de Sartrouville.

## Discographie
- 1991 : Ensembles vocaux  de Mozart : canons lieder[11]
- 2002 : Récital de Mandoline
- 2004 : Estudiantina d’Argenteuil, Vol.1 : Orchestre à plectres
- 2004 : Taximi, pour bouzouki et électronique[12]
- 2005 : Wiesner: Petite géographie sentimentale de la banquise
- 2006 : Portraits en forme de miroir]
- 2011 : Panorama de la Musique française pour orchestre à plectres
- 2012 : Ensemble Spirituoso : La Mandoline Baroque
- 2012 : Concerto
- 2012 : Claude Barthélémy, Lieder[13]
- 2012 : Estudiantina d’Argenteuil, Vol.2 : Orchestre à plectres
- 2013 : Bach, Beer-Demander, Calace, Campo, Laurent & Leone
- 2015 : From Prague to Vienne
- 2015 : Gabriele Léone, Six sonates pour Mandoline (Livre 1)
- La Follia Madrigal, Triopolycordes volume 1
- La Follia Madrigal, Triopolycordes volume 2
- 2017 : In Memoriam Frédérick Martin
- 2018 : Trio Polycordes & Mareike Schellenberger
- Petit Vampire, bande originale du film, musique d'Olivier Daviaud
- Alexandre Desplat, Airlines (Warner Classics)
- Feloche and the Mandolin’Orchestra (Silbo Records)
- Yassen Vodenitcharov, Blue Echo (Gega News)
- Yassen Vodenitcharov, The Voynich Manuscript (Gega News)
- Ivan Bellocq, Obsession (Dux)
- Sibila (revue artistique : monographie José Manuel Lopez Lopez)
- Bernard Cavanna, Concertos et bagatelles (L'empreinte digitale)
- DVD Roberto Alagna à Versailles, Orchestre de Paris direction Michel Plasson (Deutsche Grammophon)
- 2022 : TrioPlycordes, Carillons imaginaires (Arion)
- 2023 : Ensemble MG21, Chorus (Solstice-music)

## Interprète de musiques de film
- 2001 : Bella Ciao, de Stéphane Giusti
- 2002 : Vendredi soir, de Claire Denis
- 2005 : Tout pour plaire, de Cécile Telerman
- 2006 : La Doublure, de Francis Veber
- 2007 : Michou d'Auber, de Thomas Gilou
- 2010 : Ensemble, nous allons vivre une très, très grande histoire d'amour..., de Pascal Thomas
- 2013 : La Vénus à la fourrure, de Roman Polanski
- 2013 : Malavita, de Luc Besson
- 2018 : Les Frères Sisters, de Jacques Audiard[14]
- 2019 : Adults in the Room, de Costa Gavras[15]
- 2019 : La Fin de l'été, d'Hélène Angel
- 2020 : Petit Vampire,  de Joann Sfar